# Runensteen van Kingigtorssuaq

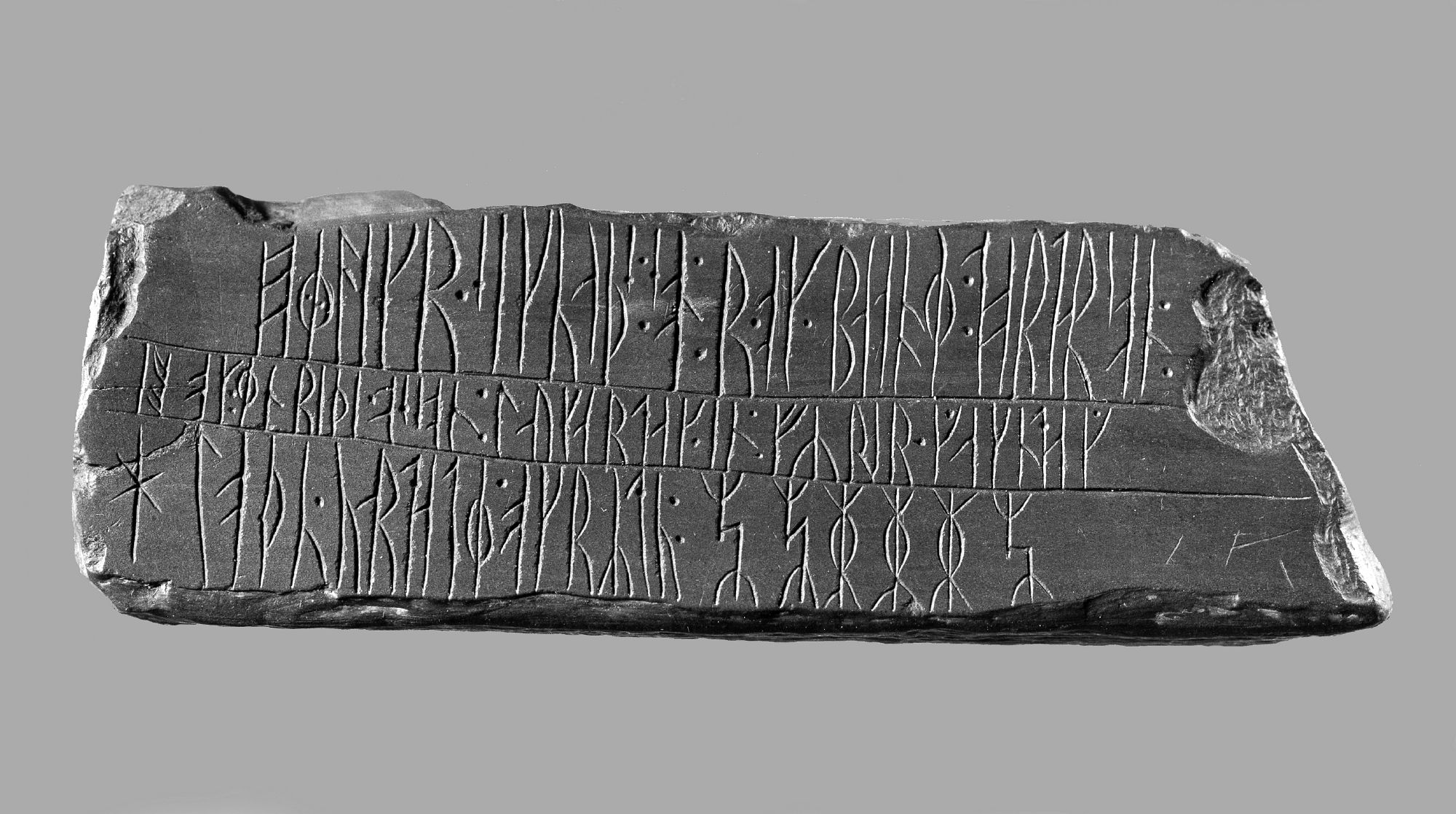
Runensteen van Kingigtorssuaq

De Runensteen van Kingigtorssuaq werd in 1824 gevonden in een steenman op de top van een berg op het eiland Kingigtorssuaq, ten noorden van Upernavik in West-Groenland. De steen heeft een inscriptie in Groenlands runenschrift en bevindt zich nu in het Deens Nationaal Museum in Kopenhagen.
De steen dateert uit de middeleeuwen. De Catholic Encyclopedia vermeldt als precieze datum 25 april 1135. Andere dateringen lopen uiteen van 1250 tot 1333.
Het eiland Kingigtorssuaq moet niet worden verward met de Kingigtorssuaq, een 1184 meter hoge berg in Nuuk, die zo'n duizend kilometer verwijderd is van de vindplaats van de Runensteen van Kingigtorssuaq.

## Inscriptie
TekstErlingr Sighvats sonr ok Bjarni Þórðar sonr ok Eindriði Odds sonr laugardagin fyrir gagndag hlóðu varða þe[ssa] ok (...)
VertalingErling Sigvatsson, Bjarne Thordarson en Enride Oddson zaterdag voor gangdag (25 april) maakten deze stenen cairns (...)